# Bruno Seidel

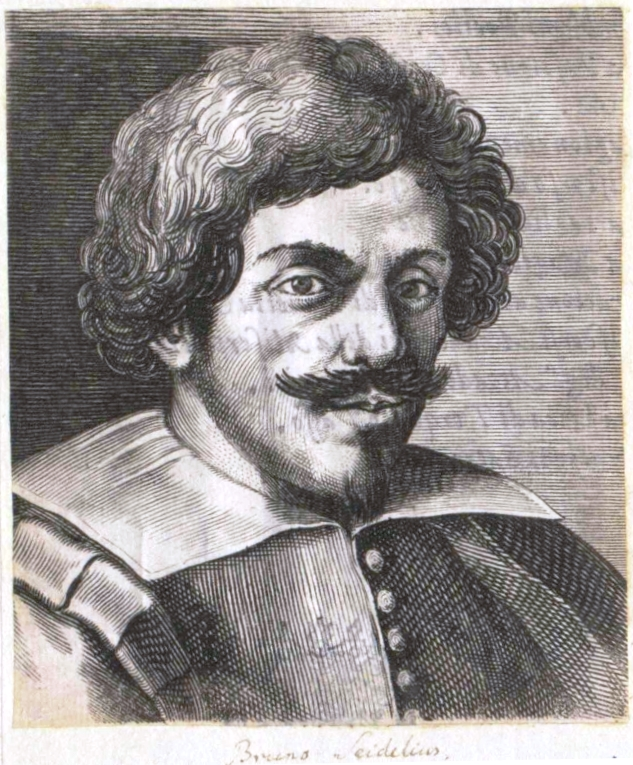
Bruno Seidel

Bruno Seidel (auch Seidelius; * um 1530 in Querfurt; † 1591 in Erfurt) war ein deutscher Mediziner, Sprichwortsammler und neulateinischer Dichter.

## Leben
Seidel studierte ab 1546 an der Universität Wittenberg, wo Johannes Marcellus und Philipp Melanchthon seine Lehrer waren. Im Anschluss begab er sich auf eine Bildungsreise durch Deutschland, besuchte Italien und promovierte unter Gabriele Falloppio in Padua zum Doktor der Medizin, er nahm dann eine Stellung als Arzt in Arnstadt an und ging 1566 als Professor der Physik an die Universität Erfurt, wo er besonders Rudolf Goclenius der Ältere beeinflusst hat.
Als Dichter hat er seine Erlebnisse verarbeitet und dabei unter anderem aus seiner Wittenberger Erfahrung eine Carmina auf Martin Luther und Melanchthon verfasst sowie ein Epicedion auf Marcellus verfasst. Später hat er sich vor allem literarisch als Sprichwortsammler hervorgetan, welche er aus Schwank- und Volksbüchern des 16. Jahrhunderts bezog. Diese bereicherte er durch Bauern und Wetterregeln. Als Mediziner hatte er sich zum Gegner des Paracelsus entwickelt. Zudem verfasste er auf diesem Gebiet etwas über die Harnabführung, wie Clementius Clementinus (um 1512) etwas über die Einschränkung der Urinuntersuchung, die Trunkenheit und über damals unheilbare Krankheiten.

## Schriften (Auswahl)
- Poetam libri septem, Basel 1555
- Sententiae proverbiales, 1568, sowie unter dem Titel Paroemiae ethicae1589 Frankfurt am Main
- De usitato urinarum…, judicio, 1562
- De ulceribus, 1577
- De ebrietate libri tres, Hanau 1594
- Liber morborum incurabilium, 1593, Leiden 1662